# Dare Boetua
Dare Boetua ist eine osttimoresische Siedlung im Suco Mulo (Verwaltungsamt Hato-Udo, Gemeinde Ainaro).
Die Siedlung liegt im Süden der Aldeia Mulo, auf einer Meereshöhe von 912 m. Die wenigen Häuser stehen neben zwei Schulgebäuden, südlich der Überlandstraße von Ainaro nach Dili. Die Grundschule hat eine Schulpartnerschaft mit der Korowal School im australischen Hazelbrook/Blue Mountains City. Nordöstlich liegt der Ort Dare, westlich der Ort Suruhati. Südlich fließt der Belulik, der Grenzfluss zum Suco Mauchiga.